# Автопортрет у білому кожусі
«Автопортрет у білому кожусі» — автопортрет українського художника і педагога Федіра Кричевського. Відомості про час створення портрета суперечливі: з 1926 по 1932 рр. Зберігається в Національному художньому музеї України.

## Опис
Перед нами імпозантний, сильний, величний і впевнений в собі чоловік, він стоїть, розставивши ноги, «як супермен часів Відродження» (мистецтвознавець Дмитро Горбачов).«Маскулінний легень у білому кожусі». Могутня постать вольового й рішучого чоловіка з руками, упертими в боки, який ніби готовий до бою, займає все полотно. Чітко та ясно висловлена українська народна основа портрета. Науковці вважають, що у композиції автопортрета та манері зображення одягу портрета вальника відчувається вплив ренесансних традицій, зокрема «сарматського» портрета польської шляхти XVI-XVII ст.